# Apex Predator
Apex Predator è il primo album del rapper statunitense Crooked I, pubblicato nel 2013.
| Recensione | Giudizio |
| ---------- | -------- |
| XXL        | [ 2 ]    |
| HipHopDX   | [ 3 ]    |
| RapReviews | [ 4 ]    |

## Tracce
1. Yodo – 2:33 – Snaz
2. Vegas On Biz (featuring K-Young) – 4:41 – Jonathan Elkaer
3. Let Me Get It (featuring Tech N9ne) – 3:04 – Luxe Beats
4. Apex Predator (My Gun Go) – 3:43 – Streetrunner, Sarom
5. Nobody Cares (featuring Tena Jones) – 3:55 – Tabu
6. Crowns – 4:11 – Tabu
7. A Lady Fell In Love – 4:34 – Jonathan Elkaer
8. No Sleep Gang – 4:04 – Cardo
9. Sumthin From Nuthin – 2:48 – Crooked I
10. Crook N Porter – 3:15 – Mr. Porter
11. Tell Them MF's We Made It – 3:55 – Tabu

## Classifiche settimanali
| Classifica (2013)         | Posizione massima |
| ------------------------- | ----------------- |
| US Independent Albums     | 46                |
| US Heatseekers Albums     | 6                 |
| US Top Rap Albums         | 18                |
| US Top R&B/Hip-Hop Albums | 33                |